# Verwaltungsgemeinschaft Kemnath
Die Verwaltungsgemeinschaft Kemnath liegt im Oberpfälzer Landkreis Tirschenreuth und wird von folgenden Gemeinden gebildet:
1. Kastl, 1441 Einwohner, 24,74 km²
2. Kemnath, Stadt, 5714 Einwohner, 56,79 km²

Sitz der 1978 gegründeten Verwaltungsgemeinschaft ist Kemnath.
Der Verwaltungsgemeinschaft gehörten von der Gründung am 1. Mai 1978 bis 31. Dezember 1979 auch die Gemeinden Immenreuth und Kulmain an.